# 俄土戰爭 (1735年—1739年)
第五次俄土战争（1735—1739年）起因於俄羅斯帝國與土耳其之間在1733年—1735年波蘭王位繼承戰爭后不斷激化的矛盾以及克里米亞韃靼人對俄國國土無休止的襲擊。這場戰爭同時展現了俄羅斯帝國持續向黑海地區擴張的決心。

## 戰前的俄國外交政策
1735年戰爭爆發前，俄羅斯帝國與波斯在1732年—1735年間簽訂了一系列有利的條約，并退還了所有在俄國—波斯戰爭中所征服的土地；同年俄奧聯軍趕走了法國人支持的斯坦尼斯瓦夫一世，扶持薩克森選帝侯奧古斯特三世繼承其父的波蘭王位。自1726年起，奧地利就成為了俄國的盟友。

## 戰爭進程
1735年底克裡米亞韃靼人襲擊烏克蘭和高加索成為了戰爭的藉口。在1736年，俄國的指揮官們期望能奪取亞速和克里米亞半島。5月20日，由陸軍元帥伯克哈德克·裏斯托夫·馮·馬尼克率領的第聶伯河軍團六萬兩千人迅速攻佔了彼列科普，并在6月17日佔領克里米亞汗國首都巴赫奇薩賴。但是，由於缺乏補給以及流行病的爆發，使得馬尼克不得不率軍撤回烏克蘭。6月19日，由彼得·拉西指揮的俄國頓河軍團（兩萬八千人）在海軍中將彼得·布烈達（Peter Bredahl）指揮的同區艦隊支援下俄軍攻佔了亞速要塞。1737年7月，馬尼克的軍隊佔領奧恰科夫。拉西將軍的軍團（將近四萬人）在同月進入克裡米亞半島，多次擊敗克裡米亞汗國的軍隊并進佔別卡拉薩巴沙（Karasubazar）。儘管如此，拉西和他的軍團依然如上次戰局一樣因缺乏補給而不得不撤退。
1737年7月，奧地利加入戰爭并攻打土耳其，然而卻在諸如巴尼亞盧卡等等戰役中多次敗北。8月，俄國、奧地利與土耳其在涅米羅夫開始了沒有成果的和談。1738年中並無重要的軍事行動，爲了避免瘟疫爆發俄軍只得撤出奧恰科夫和金布恩。

## 最後階段
1739年，馬尼克元帥的軍隊穿越第聶伯河，在Stavuchany擊敗土軍并佔領Khotin（8月19日）和雅西。然而，神聖羅馬帝國的軍隊卻在格羅茨卡被土耳其擊敗并于8月21日同土耳其單獨簽訂了貝爾格萊德合約。這件事以及即將到來的瑞典入侵，迫使俄國在9月18日與土耳其簽訂尼什合約結束戰爭。